# 中村慶久
中村 慶久（なかむら よしひさ、1940年11月21日 - ） は、日本の工学者。専門は電子工学。東北大学名誉教授。東北大学電気通信研究所所長や、岩手県立大学学長、映像情報メディア学会会長、公立大学協会副会長、全国公立短期大学協会副会長等を歴任した。

## 人物・経歴
東京府生まれ。父は岩手県滝沢村出身のエンジニア。中学校から岩手県盛岡市で過ごし、1959年岩手県立盛岡第一高等学校卒業。1963年東北大学工学部通信工学科卒業。1968年東北大学大学院工学研究科博士課程修了、工学博士。指導教官は岩崎俊一だが、永井健三も君臨していた。
1968年東北大学電気通信研究所助手。1971年東北大学電気通信研究所助教授。1987年東北大学電気通信研究所教授。2001年から2004年まで東北大学電気通信研究所所長。2004年定年退官、東北大学名誉教授、東北大学電気通信研究所教授。2007年退職、科学技術振興機構JSTイノベーションプラザ宮城館長。
2009年岩手県立大学学長。2011年公立大学協会北海道・東北地区協議会議長。2012年全国公立短期大学協会副会長。2013年公立大学協会副会長。2015年岩手県工業技術センター顧問・フェロー。専門は電子工学、情報記録工学で、2003年から2004年までは映像情報メディア学会会長も務めた。日本磁気学会ライフフェロー。教育研究功労により平成28年度秋の叙勲で瑞宝重光章受章。

## 受賞・栄典
- 第17回市村学術賞貢献賞 1984年度[13]
- 映像情報メディア学会丹波高柳賞功績賞 2001年[7]
- 第18回日本応用磁気学会学会賞 2002年度[14]
- 電子情報通信学会フェロー 2003年度[15]
- 第56回NHK放送文化賞 2004年度[16]
- 産学官連携功労者表彰経済産業大臣賞 2005年度[17]
- IEEEライフフェロー 2009年[18][7]
- 電子情報通信学会業績賞 2009年度[19]
- 瑞宝重光章 2016年度[11][12]